# Ludwik Kośmider
Ludwik Kośmider (ur. 20 marca 1910 w Rakowie, zm. 24 października 1987 w Jędrzejowie) – kapral Wojska Polskiego.

## Życiorys
Urodził się w Rakowie koło Jędrzejowa, w rodzinie Józefa i Marianny z Domińskich. Absolwent Centralnej Szkoły Podoficerów Korpusu Ochrony Pogranicza w Osowcu, którą ukończył 15 marca 1932 z wynikiem bardzo dobrym, otrzymując nominację na kaprala. W końcu sierpnia 1939 został zmobilizowany do 86 pułku piechoty w Kraśne nad Uszą. W czasie agresji ZSRR na Polskę (17 września 1939) wzięty do niewoli 18 września 1939 przez Armię Czerwoną w mieście Oszmiana i wywieziony do przejściowego obozu jenieckiego NKWD w Griazowcu pod Wołogdą, skąd w listopadzie t.r. został przewieziony do punktu granicznego w Małaszewiczach i przekazany władzom niemieckim w ramach wymiany jeńców. Osadzony w niemieckim obozie jenieckim Stalag IV B Mühlberg w Saksonii; następnie został przeniesiony do obozu Stalag IX C w Turyngii, gdzie pracował w fabryce olejów mineralnych Lützkendorf w Krumpie (obecnie dzielnica Braunsbedra). Po wyzwoleniu przez wojska amerykańskie 13 kwietnia 1945 oraz bezwarunkowej kapitulacji Niemiec, trafił do obozu repatriacyjnego w Göppingen koło Stuttgartu, skąd powrócił do Polski w maju 1946. Zmarł w Jędrzejowie 24 października 1987 roku i został pochowany na tamtejszym cmentarzu parafialnym bł. Wincentego Kadłubka.

Galeria
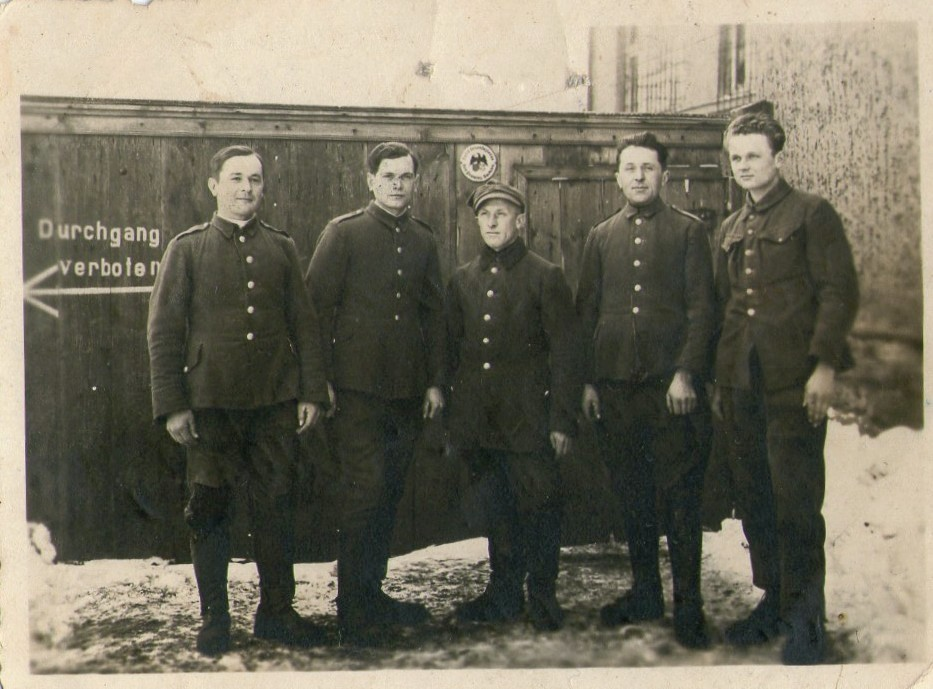
III Rzesza. Obóz jeniecki Stalag IX C. Polscy jeńcy wojenni (w środku Ludwik Kośmider)
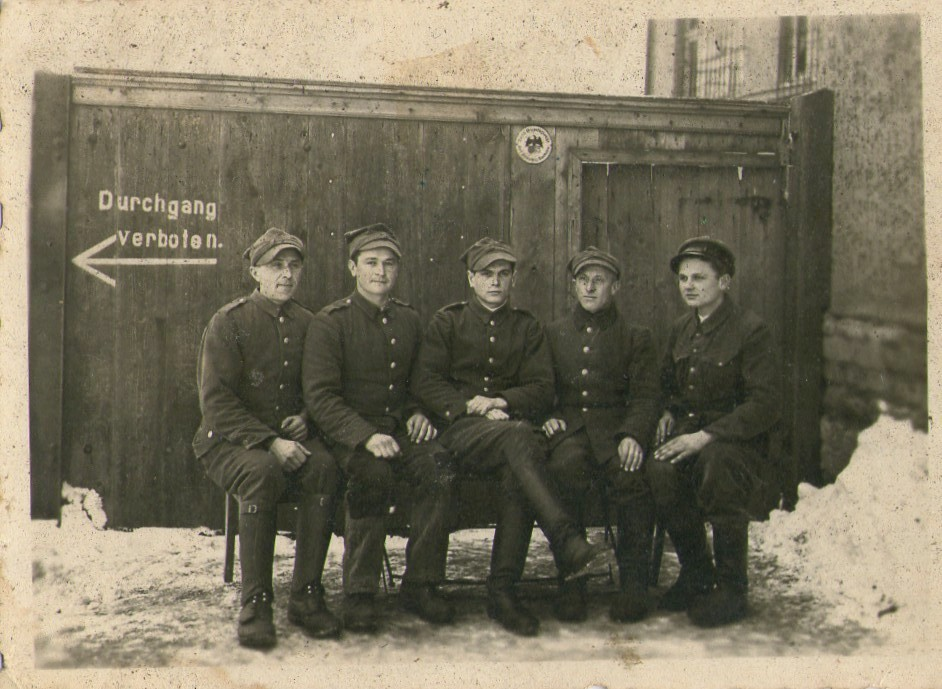
III Rzesza. Obóz jeniecki Stalag IX C. Polscy jeńcy wojenni (drugi od prawej Ludwik Kośmider)
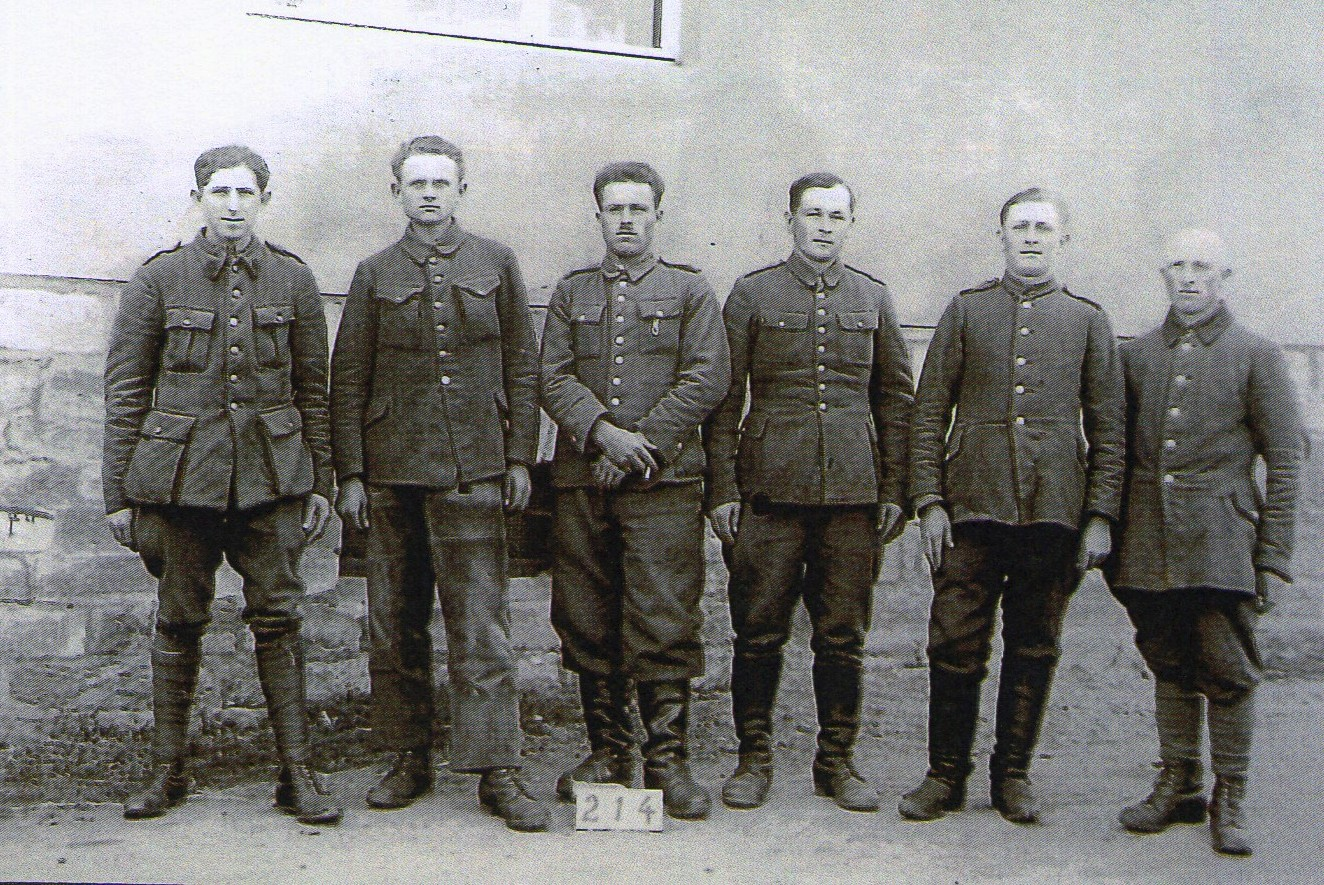
III Rzesza. Obóz jeniecki Stalag IX C. Polscy jeńcy wojenni (pierwszy od prawej Ludwik Kośmider)
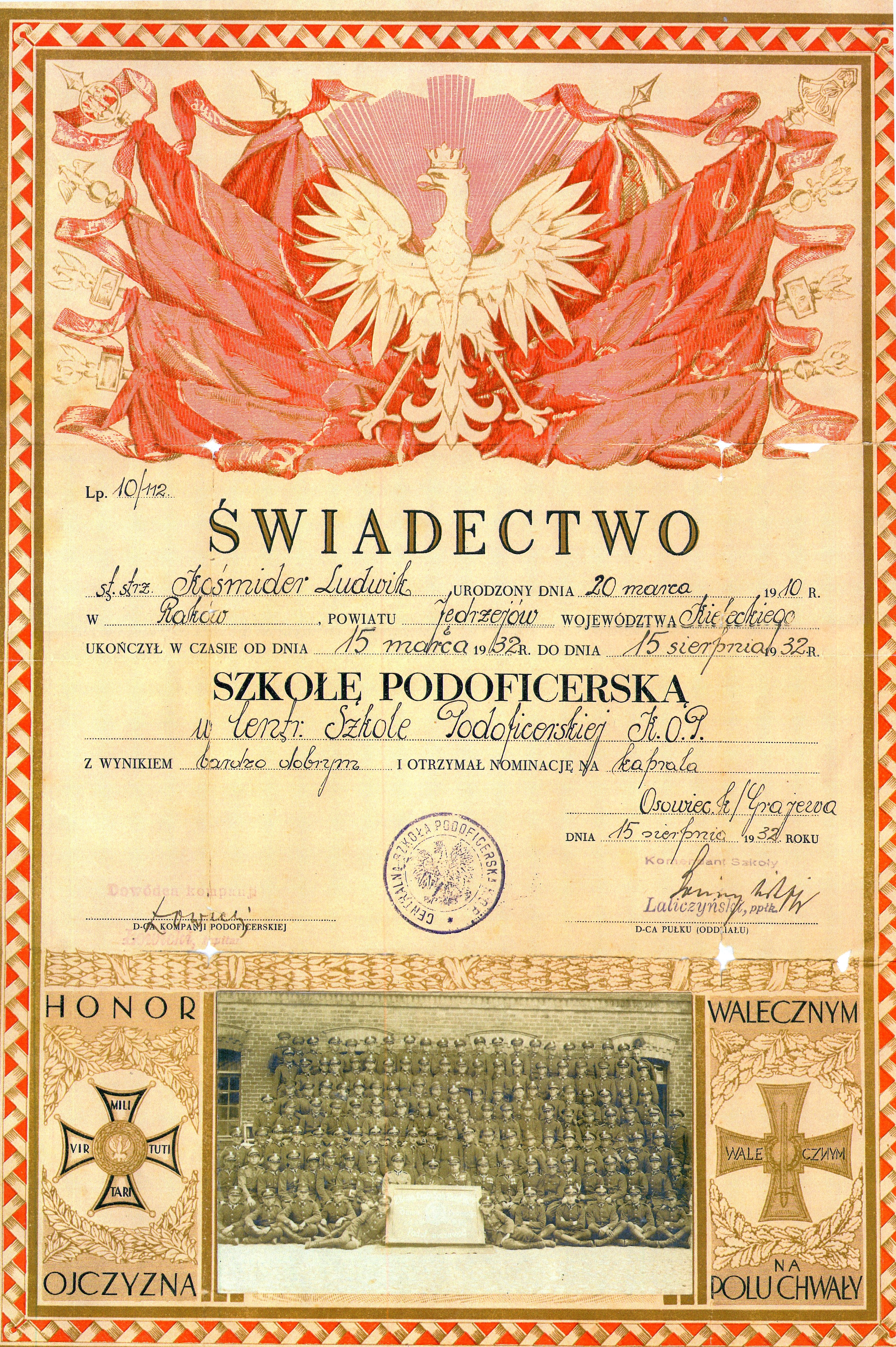
Świadectwo ukończenia przez Ludwika Kośmidra szkoły podoficerskiej w Centralnej Szkole Podoficerskiej K.O.P. w Osowcu
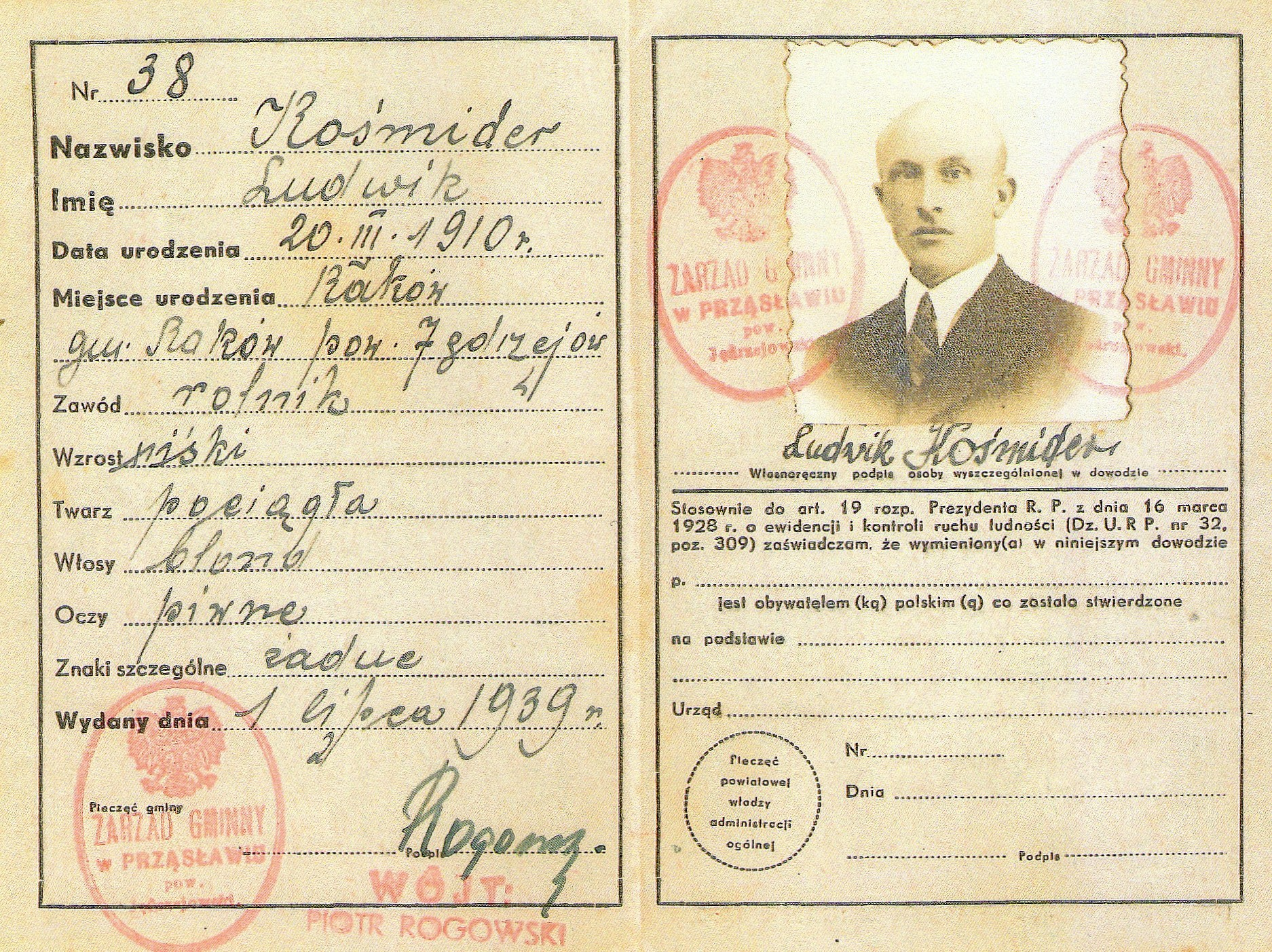
Dowód osobisty Ludwika Kośmidra
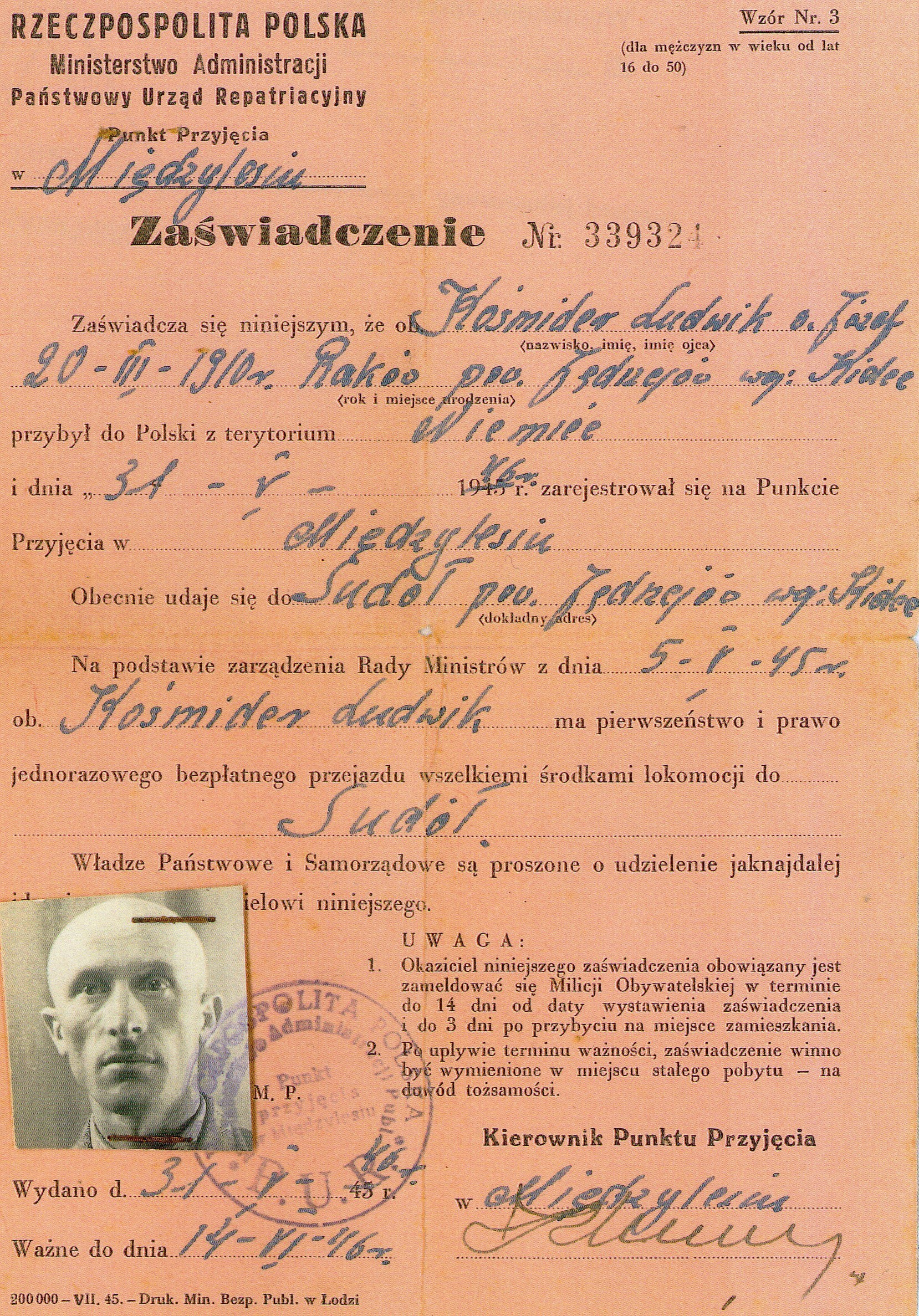
Zaświadczenie o przybyciu do Polski z terytorium Niemiec, wydane przez Państwowy Urząd Repatriacyjny Międzylesie dla Ludwika Kośmidra
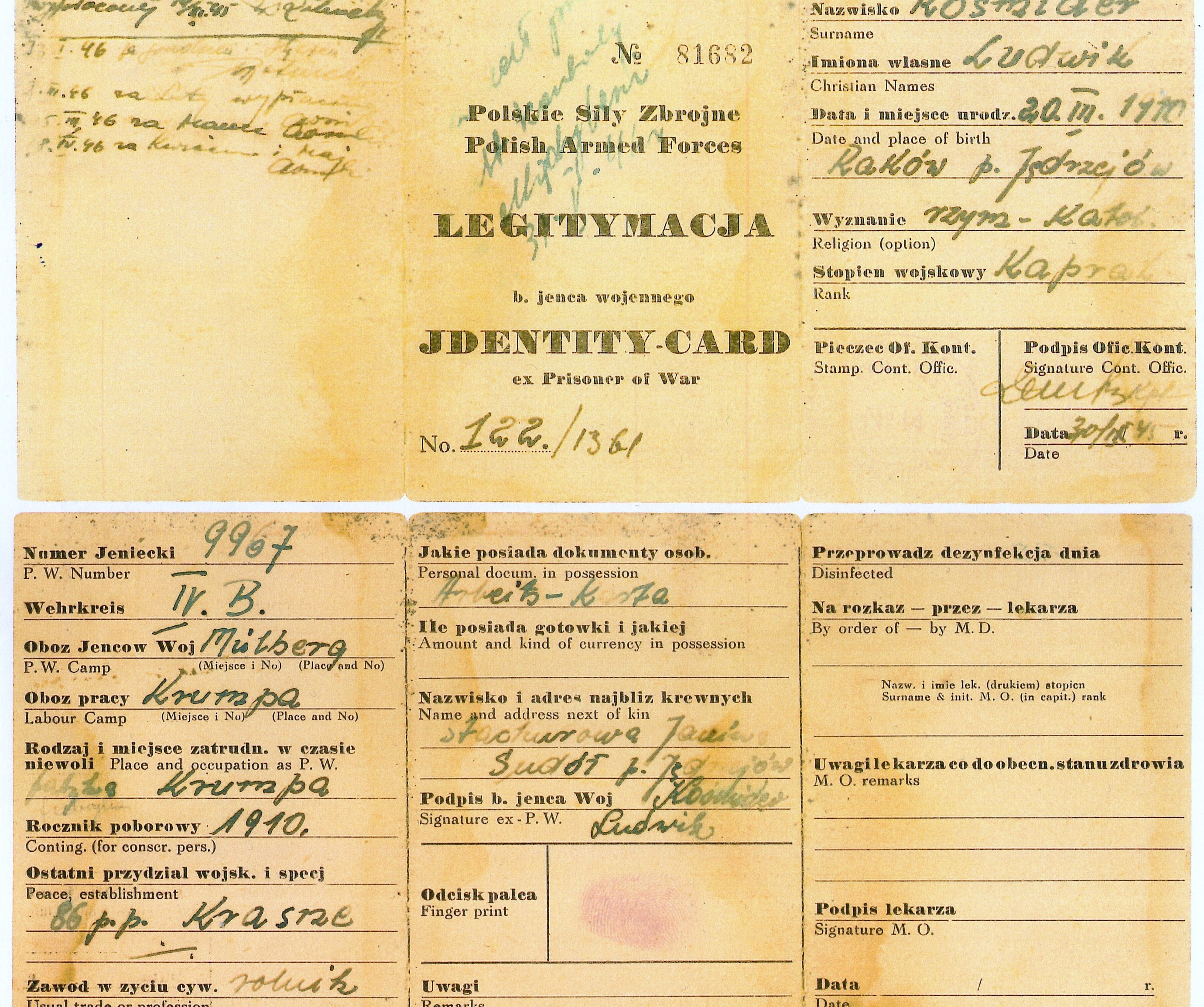
Legitymacja byłego jeńca wojennego wystawiona na kaprala Ludwika Kośmidra
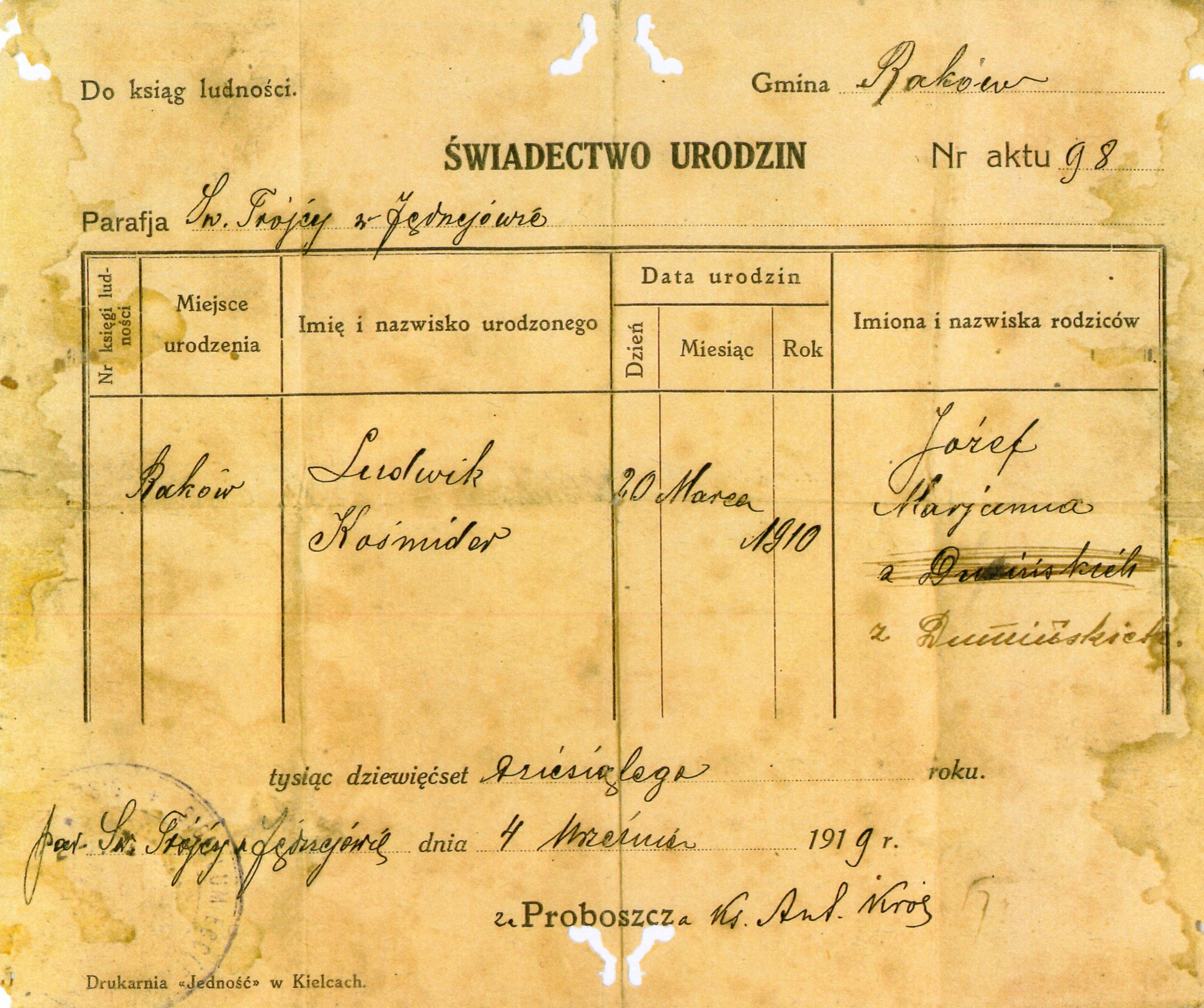
Świadectwo urodzin Ludwika Kośmidra
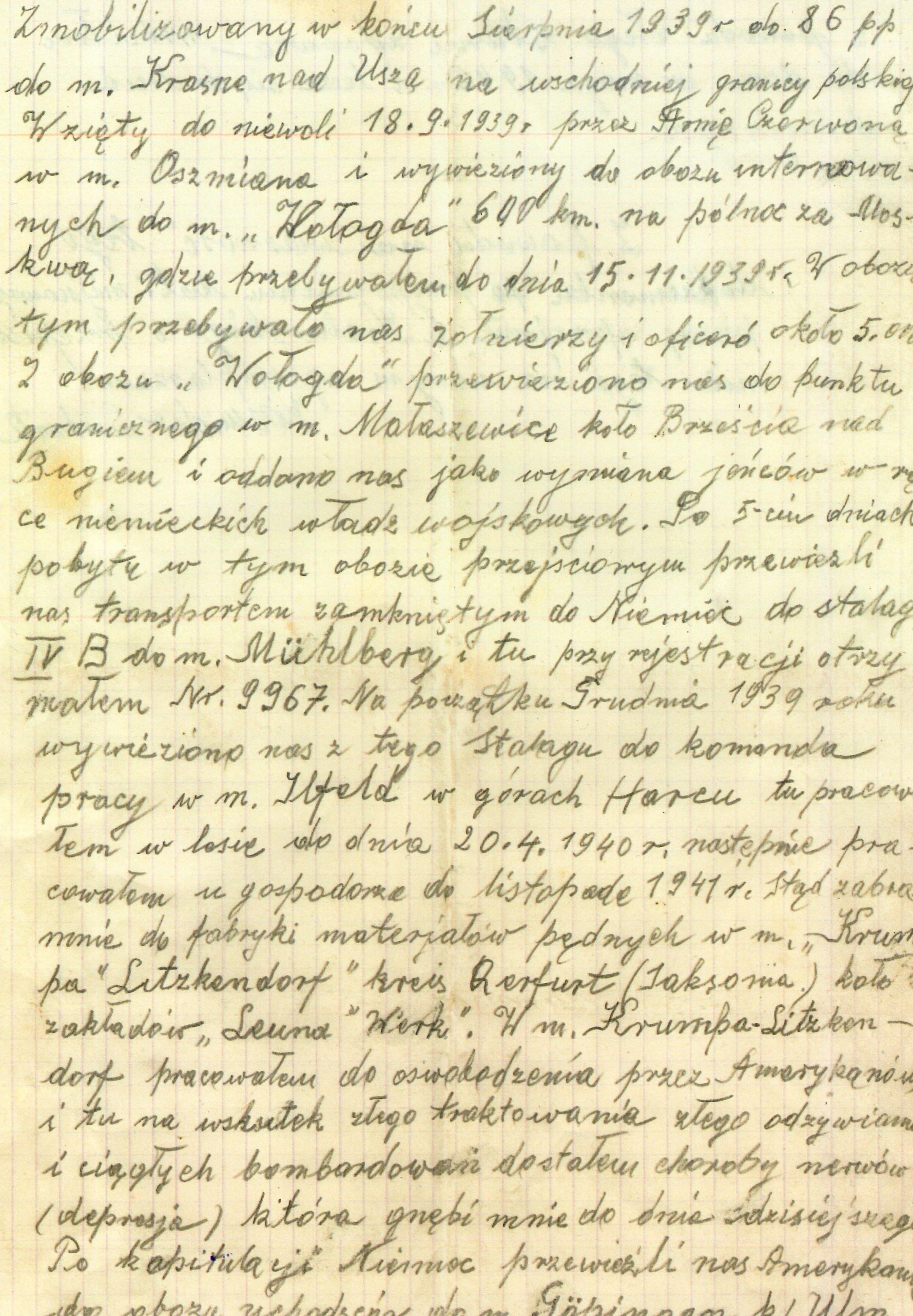
Wspomnienia wojenne Ludwika Kośmidra, rękopis
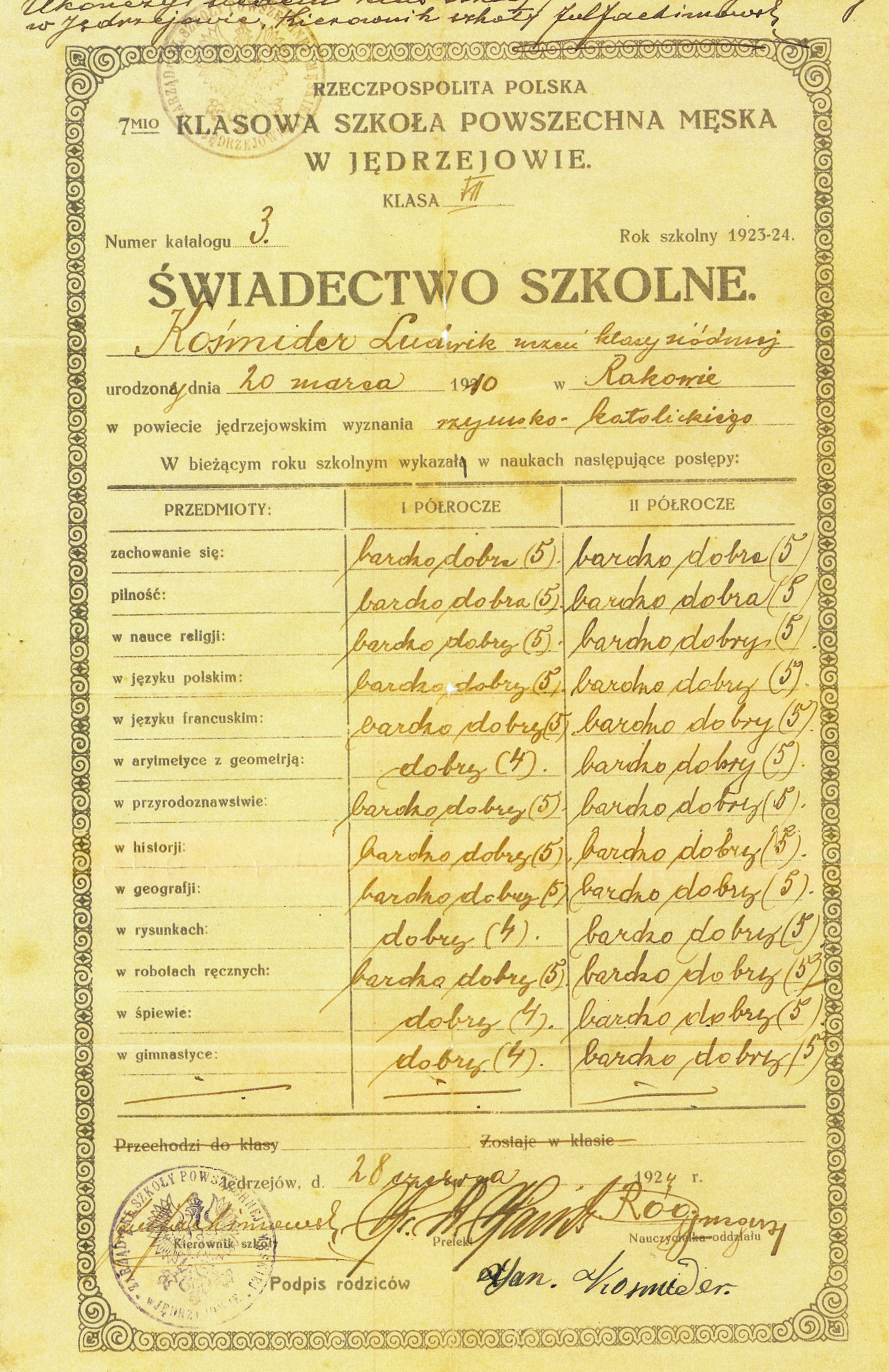
7-klasowa Szkoła Powszechna Męska w Jędrzejowie. Świadectwo szkolne Ludwika Kośmidra

## Źródło
- Archiwum prywatne Zenona Stachury w Jędrzejowie; — dokumenty osobiste, papiery instytucji i organizacji, fotografie oraz rękopisy Ludwika Kośmidra.